# Chrabrany
Chrabrany (in ungherese Nyitragaráb) è un comune della Slovacchia facente parte del distretto di Topoľčany, nella regione di Nitra.